# يسبر هانسن
يسبر هانسن (1 ديسمبر 1980 في الدنمارك - ) هو لاعب كريكت دانمركي. شارك مع منتخب الدنمارك الوطني للكريكت.

## وصلات خارجية
- يسبر هانسن على موقع إي آس بي آن كريك إنفو (الإنجليزية)